# Illa Catalina (República Dominicana)
Illa Catalina és una illa tropical ubicada a uns 2,5 quilòmetres del continent en la part sud-est de la República Dominicana, prop de les províncies de La Altagracia i La Romana. Pertany a la província de la Romana i es troba deshabitada. També és coneguda com Illa Ikiita, Labanea o Toeya. Forma part del trio d'illes adjacents, al costat de la Saona i Catalinita, sent la Saona l'única habitada.
L’illa té 9,6 quilòmetres quadrats i és una preservació diversa d’ecosistemes, incloses dunes de sorra, manglars i esculls. Formada en pedra de corall, l’illa conté tres altiplans superposats.

## Història
Va ser descoberta el 1494 per Cristòfor Colom en el seu segon viatge al continent americà. El nom de l'illa prové de la filla de la Reina Isabel de Castella. El 2007, es van trobar les restes del naufragi del vaixell mercant del 1699, el Quedagh Merchant, trobat per part d'arqueòlegs de la Universitat d'Indiana, submergit a una profunditat de tres metres i a uns 70 metres de l'illa. El vaixell va ser abandonat pel pirata del segle XVII, el capità William Kidd, quan anava a Nova York en un infortunat intent d’esborrar el seu nom dels càrrecs criminals en contra seva.